# Late Night Tales: Jamiroquai
Late Night Tales: Jamiroquai es un álbum de mixes hecho por DJ Mix Album, para Jamiroquai. Este es el décimo álbum de la serie Late Night Tales

## Canciones
1. "Happiness" - Pointer Sisters – 3:53
2. "Girl I Think The World About You" - The Commodores – 4:26
3. "Once You Get Started" - Rufus & Chaka Khan – 4:10
4. "Fantasy" - Johnny "Hammond" Smith – 4:30
5. "Whisper Zone" - Ramsey Lewis – 2:57
6. "What's Your Name" - Leon Ware – 3:57
7. "Stay Free" - Ashford & Simpson – 4:51
8. "Tonight's The Night" - Kleeer – 4:43
9. "I'll Never Forget" - Dexter Wansel – 4:18
10. "Pretty Baby" - Sister Sledge – 3:55
11. "California Dreamin'" - José Feliciano – 4:08
12. "Here's To You" - Skyy – 4:12
13. "Life On Mars" - Dexter Wansel – 5:25
14. "Rainin' Through My Sunshine" - The Real Thing – 3:37
15. "Theme From Enter The Dragon" (Main Title) - Lalo Schifrin – 2:19
16. "Here, My Dear" - Marvin Gaye – 2:48
17. "Music Of The Earth" - Patrice Rushen – 4:00
18. "The White City Part 3" - read by Brian Blessed – 9:31

- Datos: Q2559077